# Turniej o Złoty Kask 1972
Turniej o Złoty Kask 1972 – rozegrany w sezonie 1972 turniej żużlowy z cyklu rozgrywek o „Złoty Kask”. Wygrał Edward Jancarz, drugi był Henryk Glücklich, a Marek Cieślak stanął na najniższym stopniu.

## Wyniki
Poniżej zestawienie czołowej piątki każdego z rozegranych 8 turniejów finałowych.

### I turniej
- 12 kwietnia 1972, Częstochowa

| Msc. | Zawodnik          | Klub                  | Pkt |  |  |
| ---- | ----------------- | --------------------- | --- |  |  |
| 1    | Marek Cieślak     | Włókniarz Częstochowa | 14  |  |  |
| 2    | Henryk Glücklich  | Polonia Bydgoszcz     | 14  |  |  |
| 3    | Edward Jancarz    | Stal Gorzów Wlkp.     | 13  |  |  |
| 4    | Jerzy Gryt        | ROW Rybnik            | 12  |  |  |
| 5    | Zdzisław Dobrucki | Unia Leszno           | 10  |  |  |

### II turniej
- 20 kwietnia 1972, Gorzów Wielkopolski

| Msc. | Zawodnik         | Klub                 | Pkt  |  |  |
| ---- | ---------------- | -------------------- | ---- |  |  |
| 1    | Paweł Waloszek   | Śląsk Świętochłowice | 14   |  |  |
| 2    | Edward Jancarz   | Stal Gorzów Wlkp.    | 13   |  |  |
| 3    | Henryk Glücklich | Polonia Bydgoszcz    | 13   |  |  |
| 4    | Zenon Plech      | Stal Gorzów Wlkp.    | 10   |  |  |
| 5    | b.d.             | b.d.                 | b.d. |  |  |

### III turniej
- 25 maja 1972, Opole

| Msc. | Zawodnik         | Klub                  | Pkt  |  |  |
| ---- | ---------------- | --------------------- | ---- |  |  |
| 1    | Edward Jancarz   | Stal Gorzów Wlkp.     | 15   |  |  |
| 2    | b.d.             | b.d.                  | b.d. |  |  |
| 3    | Henryk Glücklich | Polonia Bydgoszcz     | 11   |  |  |
| 4    | Marek Cieślak    | Włókniarz Częstochowa | 10   |  |  |
| 5    | b.d.             | b.d.                  | b.d. |  |  |

### IV turniej
- 8 lipca 1972, Bydgoszcz

| Msc. | Zawodnik          | Klub              | Pkt |  |  |
| ---- | ----------------- | ----------------- | --- |  |  |
| 1    | Henryk Glücklich  | Polonia Bydgoszcz | 15  |  |  |
| 2    | Edward Jancarz    | Stal Gorzów Wlkp. | 13  |  |  |
| 3    | Jerzy Gryt        | ROW Rybnik        | 11  |  |  |
| 4    | Zenon Plech       | Stal Gorzów Wlkp. | 9   |  |  |
| 5    | Zdzisław Dobrucki | Unia Leszno       | 9   |  |  |

### V turniej
- 8 czerwca 1972, Chorzów

| Msc. | Zawodnik       | Klub                  | Pkt |  |  |
| ---- | -------------- | --------------------- | --- |  |  |
| 1    | Marek Cieślak  | Włókniarz Częstochowa | 13  |  |  |
| 2    | Paweł Waloszek | Śląsk Świętochłowice  | 12  |  |  |
| 3    | Zenon Plech    | Stal Gorzów Wlkp.     | 12  |  |  |
| 4    | Józef Jarmuła  | Śląsk Świętochłowice  | 10  |  |  |
| 5    | Jan Mucha      | Śląsk Świętochłowice  | 10  |  |  |

### VI turniej
- 10 sierpnia 1972, Poznań

| Msc. | Zawodnik         | Klub              | Pkt  |  |  |
| ---- | ---------------- | ----------------- | ---- |  |  |
| 1    | Jerzy Gryt       | ROW Rybnik        | 14   |  |  |
| 2    | Zenon Plech      | Stal Gorzów Wlkp. | 13   |  |  |
| 3    | Henryk Glücklich | Polonia Bydgoszcz | 12   |  |  |
| 4    | Edward Jancarz   | Stal Gorzów Wlkp. | 11   |  |  |
| 5    | b.d.             | b.d.              | b.d. |  |  |

### VII turniej
- 16 sierpnia 1972, Wrocław

| Msc. | Zawodnik         | Klub                  | Pkt |  |  |
| ---- | ---------------- | --------------------- | --- |  |  |
| 1    | Marek Cieślak    | Włókniarz Częstochowa | 15  |  |  |
| 2    | Henryk Glücklich | Polonia Bydgoszcz     | 13  |  |  |
| 3    | Edward Jancarz   | Stal Gorzów Wlkp.     | 12  |  |  |
| 4    | Zenon Plech      | Stal Gorzów Wlkp.     | 12  |  |  |
| 5    | Piotr Bruzda     | Sparta Wrocław        | 10  |  |  |

### VIII turniej
- 17 września 1972, Zielona Góra

| Msc. | Zawodnik       | Klub                  | Pkt |  |  |
| ---- | -------------- | --------------------- | --- |  |  |
| 1    | Edward Jancarz | Stal Gorzów Wlkp.     | 14  |  |  |
| 2    | Zenon Plech    | Stal Gorzów Wlkp.     | 12  |  |  |
| 3    | Paweł Waloszek | Śląsk Świętochłowice  | 12  |  |  |
| 4    | Marek Cieślak  | Włókniarz Częstochowa | 11  |  |  |
| 5    | Jerzy Gryt     | ROW Rybnik            | 10  |  |  |

## Klasyfikacja końcowa
Uwaga!: Odliczono dwa najgorsze wyniki.
| Poz | Zawodnik              | Klub                     | CZE | GOR | OPO | BYD | CHO | POZ | WRO | ZIE | Punkty |
| --- | --------------------- | ------------------------ | --- | --- | --- | --- | --- | --- | --- | --- | ------ |
| 1   | Edward Jancarz        | Stal Gorzów Wlkp.        | 13  | 13  | 15  | 13  | 3   | 11  | 12  | 14  | 80     |
| 2   | Henryk Glücklich      | Polonia Bydgoszcz        | 14  | 13  | 11  | 15  | 8   | 12  | 13  | 6   | 78     |
| 3   | Marek Cieślak         | Włókniarz Częstochowa    | 14  | 5   | 10  | 6   | 13  | 9   | 15  | 11  | 72     |
| 4   | Zenon Plech           | Stal Gorzów Wlkp.        | –   | 10  | 6   | 9   | 12  | 13  | 12  | 12  | 68     |
| 5   | Paweł Waloszek        | Śląsk Świętochłowice     | 8   | 14  | 10  | 6   | 12  | 7   | –   | 12  | 63     |
| 6   | Jerzy Gryt            | ROW Rybnik               | 12  | 6   | –   | 11  | –   | 14  | 7   | 10  | 60     |
| 7   | Zdzisław Dobrucki     | Unia Leszno              | 10  | 7   | 6   | 9   | –   | 5   | 4   | 6   | 43     |
| 8   | Zbigniew Marcinkowski | Zgrzeblarki Zielona Góra | 4   | 4   | 6   | 8   | 5   | 7   | 7   | 8   | 40     |
| 9   | Antoni Woryna         | ROW Rybnik               | 4   | 5   | 8   | 3   | 9   | 5   | 5   | 5   | 37     |
| 10  | Piotr Bruzda          | Sparta Wrocław           | 4   | 6   | 5   | –   | 3   | 4   | 10  | 5   | 34     |

| Kolor    | Wynik      |
| -------- | ---------- |
| Złoty    | Zwycięzca  |
| Srebrny  | 2. miejsce |
| Brązowy  | 3. miejsce |
| Limanowy | 4. miejsce |
| cyjan    | 5. miejsce |